# Efekt Červené královny

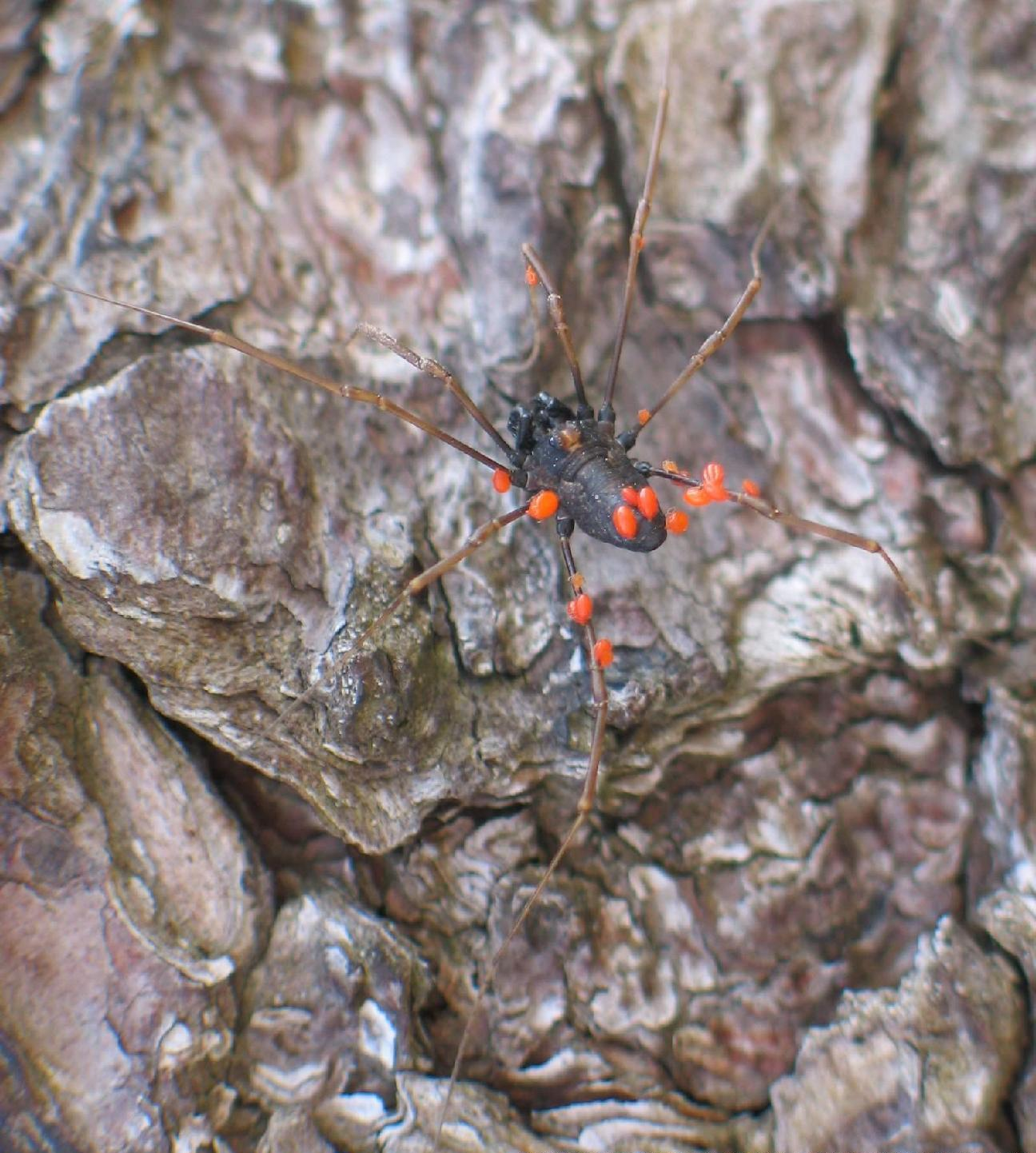
Paraziti jsou ve stálém evolučním „závodu ve zbrojení“ se svými hostiteli

Efekt červené královny (či efekt šachové královny) je označení pro matematický model z evoluční biologie, který popisuje některé jevy ve stabilním prostředí. Oproti stacionárním modelům předpokládá, že i v těchto podmínkách dochází k evoluci, neboť organismy se vždy mohou adaptovat k podmínkám prostředí lépe. Když se tímto způsobem nějaký druh změní, má to dopad na ostatní druhy žijící na tomto místě a ty se musejí vyvíjet také, aniž by tím učinily pokrok („mění se proto, aby jim nebylo ještě hůř“). Tato hypotéza nemusí být bezpodmínečně platná, ale nasvědčují jí paleontologická data: pravděpodobnost vymření druhu není závislá na tom, jak je tento druh starý; druhy se tedy postupem času nejsou schopné „zlepšit“ do té míry, aby odolaly vyhynutí.
Červená královna se zřejmě projevuje např. v souboji mezi parazitem a hostitelem, predátorem a kořistí a podobně. Název hypotézy byl inspirován postavou Červené královny v knize Za zrcadlem a co tam Alenka našla spisovatele Lewise Carrolla, která řekla Alence: „nyní běžíš, abys zůstala na stejném místě“. V knize Jak se dělá evoluce je tento závod ve zbrojení charakterizován větou:
Na počátku byla jemná křehká bylinka, kterou občas někdo sežral; na konci je trnitá a jedovatá obluda, kterou také občas někdo sežere.
Jan Zrzavý, David Storch, Stanislav Mihulka